# Бихар
За истоимену област у Европи, погледајте чланак Бихар.
Бихар је савезна држава Индије са површином од 94.164 km² и 82.878.796 становника (стање: 1. јан. 2001). Налази се у источном делу Индије. Главни град је Патна. Северно од Бихара је Непал. Утар Прадеш се налази западно, Џарканд је јужно, а Западни Бенгал је источно. Бихар лежи у плодној долини Ганга. Културно представља хиндијско срце Индије. Реч Бихар потиче од санскритске речи Вихара, која је значила будистичке манастире, којих је било јако много у Бихару.
Познат је по екстремном сиромаштву и лошем образовном систему.

## Историја
Има веома богату историју. Звао се Магада у античка времена. Патна (тада се звала Паталипутра) је била центар Мауријскога царства, које је доминирало индијским потконтинентом од 325. п. н. е. до 185. п. н. е. Цар Ашока је био познати владар из те династије. Бихар је остао значајан центар моћи, културе и образовања током једног миленијума. Онда је разорен у средњем веку током инвазија. У Бихару су се створиле многе религије, укључујући будизам и џаинизам: Буда је постигао просвећење у Бод Гаји у Бихару. Утемељитељ џаинизма Махавира рођен је у Ваишалију. У 12. веку Бахтијар Килџи, генерал од Мухамеда Горија заузео је Бихар. Могулски цар Ахбар Велики је 1557—1576. анектирао Бихар и Бенгал у Могулско царство Са падом могулске моћи, Бихар долази под контролу Наваба од Бенгала. После битке код Буксара 1765. Британска источноиндијска компанија добила је права да администрира и скупља порезе у Бихару, Бенгалу и Ориси. Од тада Бихар постаје део Бенгалске управе Британског Раџа до 1912, када постаје посебна провинција. Бабу Кунвар Синг и многе друге особе из Бихара учествовале су у Првом индијском рату за независност 1857. После повратка из јужне Африке Махатма Ганди је у Бихару започео са покретом за ослобођење Индије. У делу Бихара сељаци су били натерани да морају на 15% имања гајити индиго, који је био штетан за земљиште. Индиго је откупљиван по фиксним ниским ценама. Ганди је извршио отворену истрагу тога система и успео је да натера британске власти да укину систем. Од Бихара се 2000. одвојио један део и створена је нова држава Џарканд.

## Географија и клима
Бихар се састоји углавном од плодне равнице. Има неколико река: Ганг, Сон, Багмати, Коси, Буди Гандак и Фалгу. Средишњи делови Бихара имају мала брда, нпр Раџгир брда. Хималаји су северно у Непалу. Јужно је Чота Нагпур висораван, која је била део Бихара до 2000. Током зиме је умерено хладно. Лети је вруће са темпаратурама од 40 до 45 C. Монсумски месеци су јун, јул, август и септембар.

## Привреда
Главна економска активност је пољопривреда. Једна је од најмање развијених држава Индије, са просечним приходом по становнику 2,6 пута мањим од просека Индије. Око 42,6% становништва живи испод линије сиромаштва. Постоји мноштво разлога, који се наводе као узрок таквог сиромаштва. То су неодговарајуће инвестиције у пољопривреди и образовању, кастински систем, корупција политичара и бирократа. Привреда се углавном заснива на пољопривреди. Велика количина изузетно плодне земље чини Бихар идеалним за пољопривреду. Иако има доста река и плодно земљиште, недостајале су инвестиције у наводњавање и друге пољопривредне области, тако да је пољопривреда остала зависна о ћудима природе. У задње време индустрија млека је почела добро пословати. Уочавају се у задње време и напори, иако недовољни, да се Бихар индустријализује. Отворено је неколико значајних фабрика.